# بيوواوي
بيوواوي (بالإنجليزية: Beowawe)‏ هي بلدة صغيرة في مقاطعة يوريكا شمال شرق ولاية نيفادا في غرب الولايات المتحدة، يساء وصفها على شبكة الإنترنت بأنها مدينة أشباح. وهي موقع لعمليات التعدين ومحطة توليد الطاقة الحرارية الأرضية، وبها مكتبة عامة. أتى اسم بيوواوي من لغة البايوتي الهندية بمعنى "البوابة"، وسميت بذلك بسبب الشكل غريب للتلال القريبة من المدينة التي تشبه بوابة تفتح على الوادي القريب. تقع البلدة عند درجة 40.592 شمالا و 116.476 غربا، على ارتفاع 4,695 قدم (1,431 متر) عن مستوى سطح البحر. تقع بيوواوي على طريق الولاية 306 على بعد 5 أميال (8 كم) جنوب الطريق السريع 80. يمر نهر همبولت عبر شمال نيفادا قرب بيوواوي.
تأسست بيوواوي في عام 1868 مع وصول سكة الحديد القارية للمنطقة. ويقع بالقرب منها موقع غرافلي فورد، وهو موقع معروف على درب كاليفورنيا، على بعد أميال قليلة شرق بيوواوي على طريق بايونير باس. وهناك صليب طويل في مقبرة بيوواوي به مدفن لوسيندا دنكان،  وهي امرأة ماتت على درب كاليفورنيا في عام 1863. لاحظ عمال سكة الحديد في سنترال باسيفيك القبر أول مرة على نهر همبولدت، وفي عام 1906 تم نقله إلى مقبرة في التلال عندما أعادت سكة يونيون باسيفيك تحديد مساراتها.  وصلت المدينة ذروتها حوالي العام 1881 عندما وصل عدد سكانها إلى 60 نسمة. وتتألف المدينة من مدرسة ابتدائية، وكنيسة، ومكتب بريد، ومتجر، ومكتبة. في عام 1909 تم بناء محطة توليد الكهرباء ولكن، مثل العديد من مدن الأشباح، انتهت الطفرة بحلول عام 1916 وهجرها كثير من سكانها. حاليا، ترتبط بيوواوي مجددا بإنتاج الطاقة، وهي مقر محطة لتوليد الطاقة الحرارية الأرضية ومصنع لعبوات البروبان قرب سكة الحديد.

## المناخ
يظهر الجدول التالي التغييرات المناخية على مدار السنة لبيوواوي:
| البيانات المناخية لـبيوواوي       | البيانات المناخية لـبيوواوي | البيانات المناخية لـبيوواوي | البيانات المناخية لـبيوواوي | البيانات المناخية لـبيوواوي | البيانات المناخية لـبيوواوي | البيانات المناخية لـبيوواوي | البيانات المناخية لـبيوواوي | البيانات المناخية لـبيوواوي | البيانات المناخية لـبيوواوي | البيانات المناخية لـبيوواوي | البيانات المناخية لـبيوواوي | البيانات المناخية لـبيوواوي | البيانات المناخية لـبيوواوي |
| الشهر                             | يناير                       | فبراير                      | مارس                        | أبريل                       | مايو                        | يونيو                       | يوليو                       | أغسطس                       | سبتمبر                      | أكتوبر                      | نوفمبر                      | ديسمبر                      | المعدل السنوي               |
| --------------------------------- | --------------------------- | --------------------------- | --------------------------- | --------------------------- | --------------------------- | --------------------------- | --------------------------- | --------------------------- | --------------------------- | --------------------------- | --------------------------- | --------------------------- | --------------------------- |
| الدرجة القصوى °ف (°م)             | 69 (21)                     | 72 (22)                     | 79 (26)                     | 90 (32)                     | 98 (37)                     | 105 (41)                    | 108 (42)                    | 108 (42)                    | 101 (38)                    | 92 (33)                     | 85 (29)                     | 78 (26)                     | 108 (42)                    |
| متوسط درجة الحرارة الكبرى °ف (°م) | 40.3 (4.6)                  | 45.7 (7.6)                  | 54.4 (12.4)                 | 63.1 (17.3)                 | 72.8 (22.7)                 | 82.4 (28.0)                 | 92.4 (33.6)                 | 90.5 (32.5)                 | 81.1 (27.3)                 | 68 (20)                     | 52.3 (11.3)                 | 41.3 (5.2)                  | 65.4 (18.6)                 |
| متوسط درجة الحرارة الصغرى °ف (°م) | 14 (−10)                    | 20.1 (−6.6)                 | 25.6 (−3.6)                 | 30.3 (−0.9)                 | 37.3 (2.9)                  | 44.2 (6.8)                  | 50.5 (10.3)                 | 47.4 (8.6)                  | 38.3 (3.5)                  | 29.2 (−1.6)                 | 21.5 (−5.8)                 | 14.9 (−9.5)                 | 31.1 (−0.5)                 |
| أدنى درجة حرارة °ف (°م)           | −35 (−37)                   | −36 (−38)                   | −7 (−22)                    | 7 (−14)                     | 10 (−12)                    | 19 (−7)                     | 26 (−3)                     | 24 (−4)                     | 12 (−11)                    | 1 (−17)                     | −14 (−26)                   | −43 (−42)                   | −43 (−42)                   |
| الهطول إنش (مم)                   | 0.78 (20)                   | 0.62 (16)                   | 0.64 (16)                   | 0.77 (20)                   | 1.02 (26)                   | 0.71 (18)                   | 0.29 (7.4)                  | 0.33 (8.4)                  | 0.38 (9.7)                  | 0.55 (14)                   | 0.7 (18)                    | 0.75 (19)                   | 7.53 (191)                  |
| متوسط تساقط الثلوج إنش (سم)       | 5.3 (13)                    | 3.2 (8.1)                   | 2.2 (5.6)                   | 1.2 (3.0)                   | 0 (0)                       | 0 (0)                       | 0 (0)                       | 0 (0)                       | 0 (0)                       | 0.2 (0.51)                  | 1.4 (3.6)                   | 3.9 (9.9)                   | 17.5 (44)                   |
| متوسط أيام هطول الأمطار           | 5                           | 5                           | 5                           | 4                           | 5                           | 3                           | 2                           | 2                           | 2                           | 3                           | 4                           | 4                           | 44                          |
| المصدر: WRCC                      |                             |                             |                             |                             |                             |                             |                             |                             |                             |                             |                             |                             |                             |